# Hünderser Berg
Der Hünderser Berg ist ein 238 m ü. NHN hoher Berg und Teil des Lipper Berglands. Er liegt auf der Grenze zwischen den Städten Bad Salzuflen und Lemgo im nordrhein-westfälischen Kreis Lippe in Deutschland. Der südwestliche Teil des Berges gehört zum Bad Salzufler Stadtteil Grastrup-Hölsen, der nordöstliche Teil zum Lemgoer Stadtteil Brüntorf. Der Gipfel des Berges liegt auf Bad Salzufler Seite.
Der Berg ist Teil eines bewaldeten Höhenzuges. Nordwestlich befindet sich der Große Berg. Östlich befindet sich nach einer Waldschneise, durch die eine Hochspannungsleitung verläuft, der Mönkeberg. Südlich liegt der Rehberg, am Südwesthang liegt als Ausläufer der Sylbacher Berg.
Über den Berg führt der von Herford kommende, 72 Kilometer lange Hansaweg bis nach Hameln.
Südwestlich befindet sich das ca. 6 ha große Landschaftsschutzgebiet „Bachtal am Hündeser Berg“ sowie das ca. 10 ha große Landschaftsschutzgebiet „Am Rott“. Südlich liegt das ca. 14,2 ha große Landschaftsschutzgebiet „Rüterholz“.